# Modelleisenbahnverein

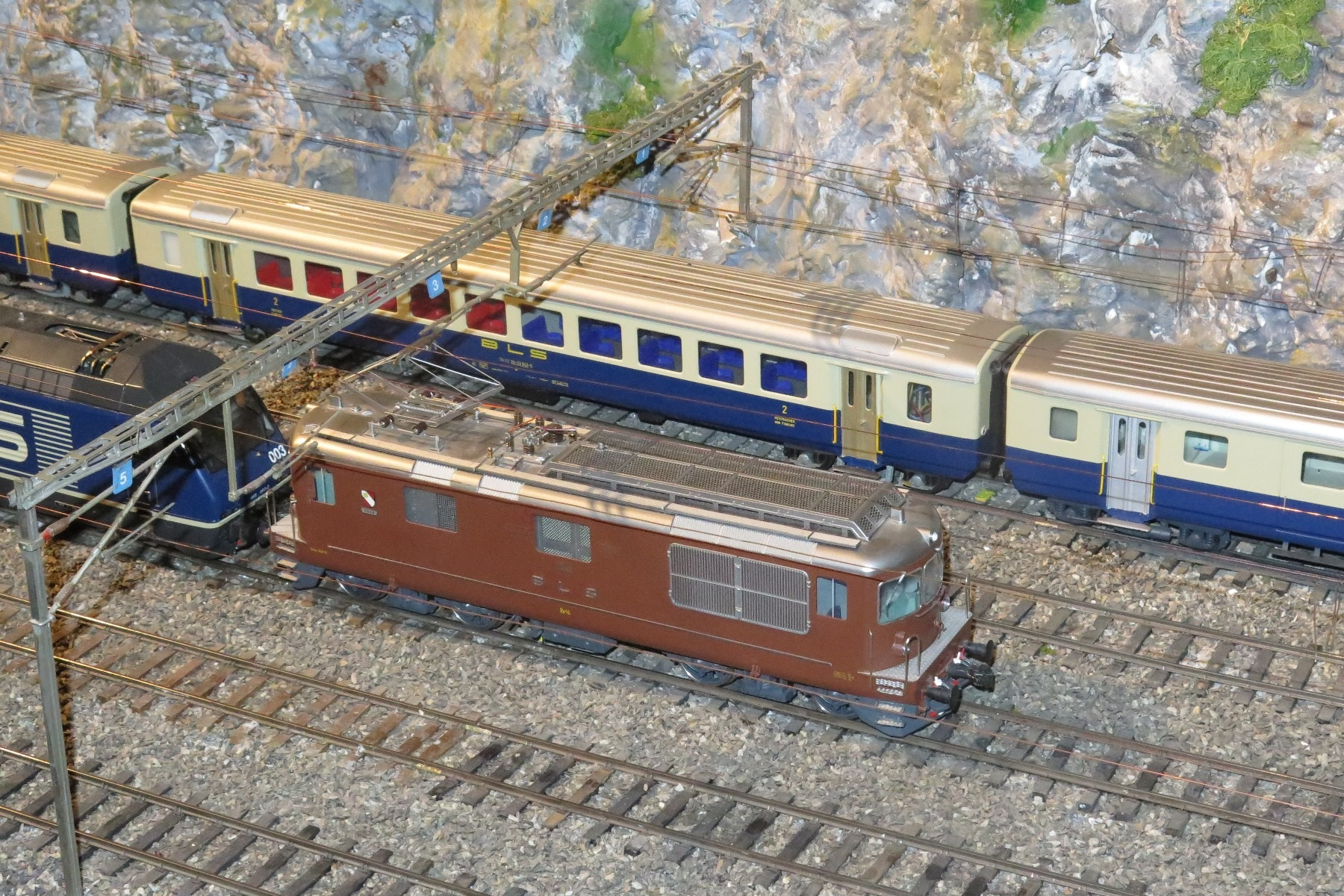
Ausschnitt der Spur 0 Modelleisenbahnanlage der Thuner Eisenbahn-Amateure in der Schweiz, 2016

Ein Modelleisenbahnverein oder veraltet Modelleisenbahnclub ist ein Verein von Modelleisenbahnern zwecks der gemeinsamen Beschäftigung mit dem Hobby Eisenbahn und Modelleisenbahn.

## Ziele
Die Ziele eines Modelleisenbahnvereins können sehr unterschiedlich sein, von einfachen organisierten Zusammenkünften über den gemeinsamen Bau einer Modelleisenbahnanlage bis hin zur Durchführung von öffentlichen Ausstellungen. Entscheidend dafür, ob sich eine regelmäßig zusammenkommende Gruppe von Modelleisenbahnern als Modelleisenbahnverein bezeichnen kann, ist primär der auf Dauer angelegte Zusammenschluss, der durch eine Satzung definiert wird. Zwecks Haftungsbegrenzung sind die meisten Modelleisenbahnvereine eingetragene Vereine.
Für den Bau einer Anlage ergibt sich der Vorteil, dass der Bau einer gemeinsamen, größeren Modelleisenbahnanlage, die einen einzelnen Modelleisenbahner in Bezug auf Planung, Bau, Finanzierung und Betrieb überfordern würde, möglich ist. Wobei aber gerade der Bau von fest installierten größeren Modelleisenbahnanlage in den Modelleisenbahnvereinen den individuellen Bedürfnissen der Vereinsmitglieder immer weniger gerecht wird, seit sich seit den 1980er Jahren mobile in der Zusammenstellung variable Modulsysteme immer mehr etablieren.

## Organisation
Der Verein besitzt meistens auch ein eigenes Vereinsvermögen, das auch aus der gemeinsamen Vereinsanlage sowie dem zu ihrem Betrieb benötigten Rollmaterial und Zubehör bestehen kann. Zudem tritt der Verein aus Haftungsgründen auch als Mieter oder Eigentümer der vom Verein benutzten Räumlichkeiten auf. Finanziert wird der Verein durch die Beiträge seiner Mitglieder, Spenden und gegebenenfalls Eintrittsgelder. Im Gegensatz zu Modellflug- oder Modellschiffs-Vereinen sind Modelleisenbahnvereine in Deutschland nicht per Definition gemeinnützig, da sie es im Gegensatz zu diesen nicht geschafft haben, eine Verbindung zum Sport zu konstruieren.
In Europa sind die rechtlich selbstständigen lokalen oder regionalen Vereine teilweise Mitglied in einem der nationalen Verbände, wie Bundesverband Deutscher Eisenbahn-Freunde (BDEF), Modellbahnverband in Deutschland (MOBA) oder Schweizerischer Verband Eisenbahn-Amateur (SVEA). Diese nationalen Verbände sind wiederum teilweise dem europäischen Dachverband Verband der Modelleisenbahner und Eisenbahnfreunde Europas (MOROP) angegliedert.
Die supranationalen Vereine wie der Freundeskreis Europäischer Modellbahner, abgekürzt FREMO, die Internationale Arbeitsgemeinschaft Modellbahnbau Spur 0, abgekürzt Arge Spur 0, oder die Gauge One Model Railway Association, abgekürzt G1MRA, der mit Stand 2020 rund 2500 Mitglieder in 30 Ländern weltweit größte Vereinigung von Spur 1 Modelleisenbahner, gehören dagegen keinem nationalen Verband an. Abgesehen von den europäischen Ländern gibt es Modelleisenbahnvereine in größerer Anzahl darüber hinaus auch in den USA, Kanada, Australien, Neuseeland und Japan.
Die Modellbahner in den USA und Kanada, aber auch weitere weltweit, sind unter dem Dach des National Model Railroad Association (NMRA) organisieren. Mitglied können dort jedoch nur natürliche Personen werden, es ist also definitionsgemäß kein Dachverband. Allerdings gibt es besondere Programme für lokale Vereine, deren Mitglieder vielfach auch NMRA-Mitglied sind. Diese Vereine können dann bestimmte Dienstleistungen wie eine Haftpflichtversicherung zu günstigen Bedingungen erhalten.

## Mögliche Angebote von Modelleisenbahnvereinen (Auswahl)
- Anlagebau
  - Großanlagebau
  - Ausstellungs- und Kleinanlagebau
  - Modulanlagebau
  - Dioramabau
- Werkstatt
  - Reparaturecke
  - Teststrecke
  - Programmiergleise
- Baukurse
  - Fahrzeugmodellbau
  - Landschaftsmodellbau
  - Zubehörmodellbau
  - Elektronik- und Softwarekurse
- Bibliothek, Mediothek
- Tag der offenen Türe
- Modelleisenbahnbörsen
- Jugendgruppe

## Firmen-, Fan- oder Juniorclubs
Firmenclubs, wie sie von Märklin als Märklin-Insiderclub oder von Roco als Roco-Club angeboten werden, sind keine Modelleisenbahnvereine. Es handelt sich hierbei um ein Informationsangebot der Hersteller, meist kombiniert mit Sondermodellen. Somit ist das Mitglied in diesem Fall eher ein Kunde.

## Allgemeine geschichtliche Entwicklung in der Schweiz
In der Schweiz entstanden die großen städtischen Modelleisenbahnvereine vorwiegend von den 1940er bis hinein in die 1970er Jahre, dies nachdem bereits in der Zeit der 1930er Jahre und vorher entsprechende Gruppierungen bestanden.
In den 1980er Jahren entstand dann ein wahrer Boom von Vereinsgründungen, auch in den Regionen, dies vorwiegend deshalb, weil die damals bestehenden etablierten Vereine nicht in der Lage waren, neben den bestehenden Anlagen in der Nenngröße 0, zügig solche in der Nenngröße H0 zu realisieren. Ebenso konnten die Babyboomer, denen in den 1960er und 1970er Jahren die Brio, LEGO-, Lima- und Märklin-Anfangssets buchstäblich in die Wiege gelegt wurden, nur schwierig in die bestehenden Vereinsstrukturen integriert werden. Jugendgruppen waren damals noch kein Thema, Frauen eine Ausnahme.
Auf die boomenden 1980er Jahre folgten dann in den 1990er Jahren die Jahre der Konsolidierung. Die Vereine stagnierten. Ähnlich wie in den 1980er Jahren waren diese aber nicht durch die Nenngröße 0 bedingt, sondern durch die beginnende Digitalisierung und Konflikte zwischen dem 2-Leiter-System und dem 3-Leiter-Mittelleiter-System, sowie festen und mobilen Anlagen (Modulanlagen). Während im Stillen bei den Vereinsmitgliedern die Digitalisierung systembedingt vorwiegend im 3-Leiter Mittelleiter System (Märklin) auf den Heimanlagen voranschritt, kam der Bau der großzügig begonnenen H0 und N Vereinsanlagen nach dem 2-Leiter-System nur langsam voran. Die Vereine beginnen zu überaltern, da die jüngeren in den 1980er und 1990er Jahren neu gewonnenen Vereinsmitglieder Familien gründeten und sich ins Familienleben zurückzogen.
In den 2000er Jahren stellte sich ein neues Phänomen. Durch neu aufgekommene, konkurrierende Freizeitaktivitäten traten viele Mitglieder aus Modelleisenbahnvereinen aus oder gründeten kleinere, privatrechtlich organisierte Gruppen. Um rückläufigen Mitgliederzahlen entgegenzuwirken, richteten einige Modelleisenbahnvereine spezielle Angebote für Jugendliche ein. Heute hält das Digitalsystem Einzug auf viele Modellbahnanlagen, was die fortschreitende Nutzung von Funktionen wie Lichteffekte oder Sound fördert. Viele Modelleisenbahnvereine haben sich zudem von dem Ideal getrennt, mit hohem zeitlichen und finanziellen Aufwand eine bis aufs letzte Detail originalgetreue Anlage erstellen zu wollen, und stellen den Spaß am Hobby wieder in den Vordergrund.

## Bilder (Auswahl) von typischen Aktivitäten von Modelleisenbahnvereinen

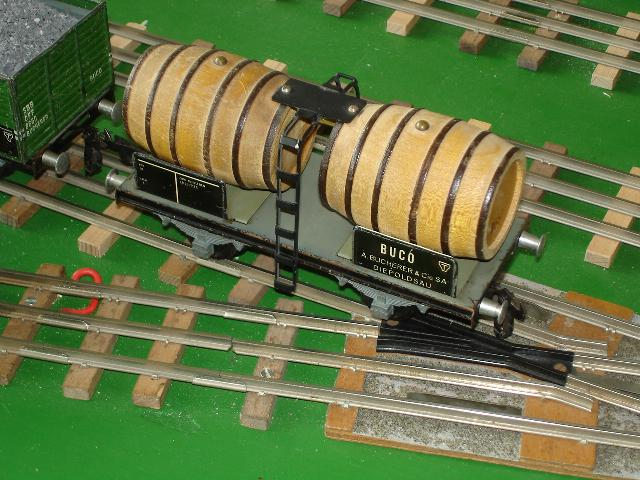
Betreiben historischer Modelleisenbahnanlagen hier an einer Ausstellungen der ARGE Spur 0 in Olten (Schweiz)
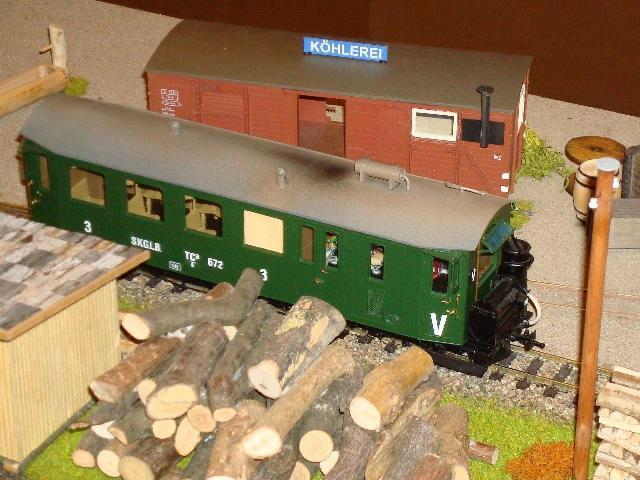
Mobile Vereins-Modulanlage an einer lokalen Schmalspurausstellung in Burgdorf in der Schweiz
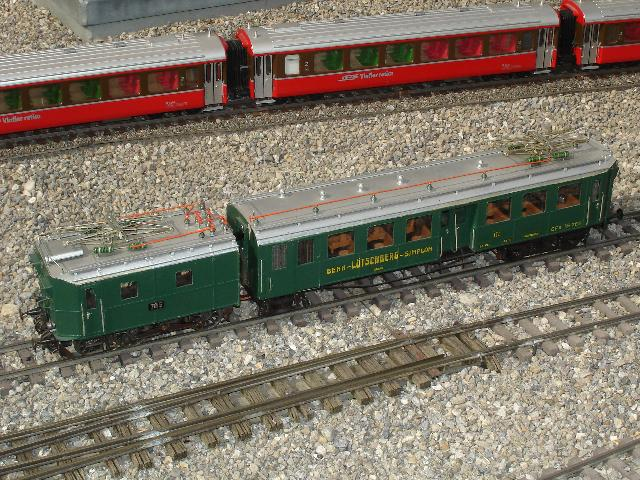
Betreiben einer Gartenbahnanlage und Fahrzeugmodellbau. Hier in Hindelbank in der Schweiz in der Spur 0 und Spur 0m
Messingmodell einer Bayerischen E32 Elektrolokomotive
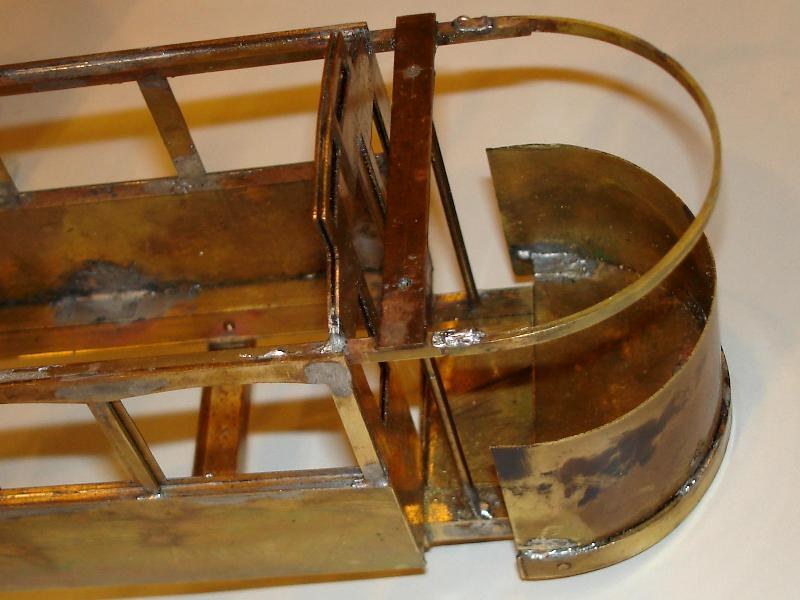
Präsentation eines sich im Bau befindenden Tram Motorwagens an einem Modellbau-Stammtisch.
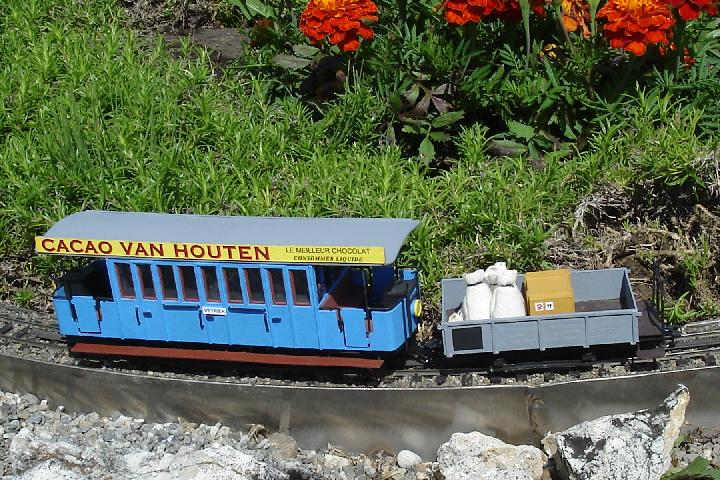
Geschichtsforschung und Rekonstruktion eines Triebwagenmodells der Salève-Bahn durch ein Mitglied eines Modelleisenbahnvereins